# Dragan Petričević
Dragan Petričević, né le 31 janvier 1969 est un entraîneur serbe de basket-ball.

## Palmarès
- Championnat de Tunisie masculin de basket-ball
  - Vainqueur : 2011
- Coupe de Tunisie masculine de basket-ball
  - Vainqueur : 2012
- Coupe d'Afrique des clubs champions
  - Vainqueur : 2011